# ジャン＝バティスト・ビオ

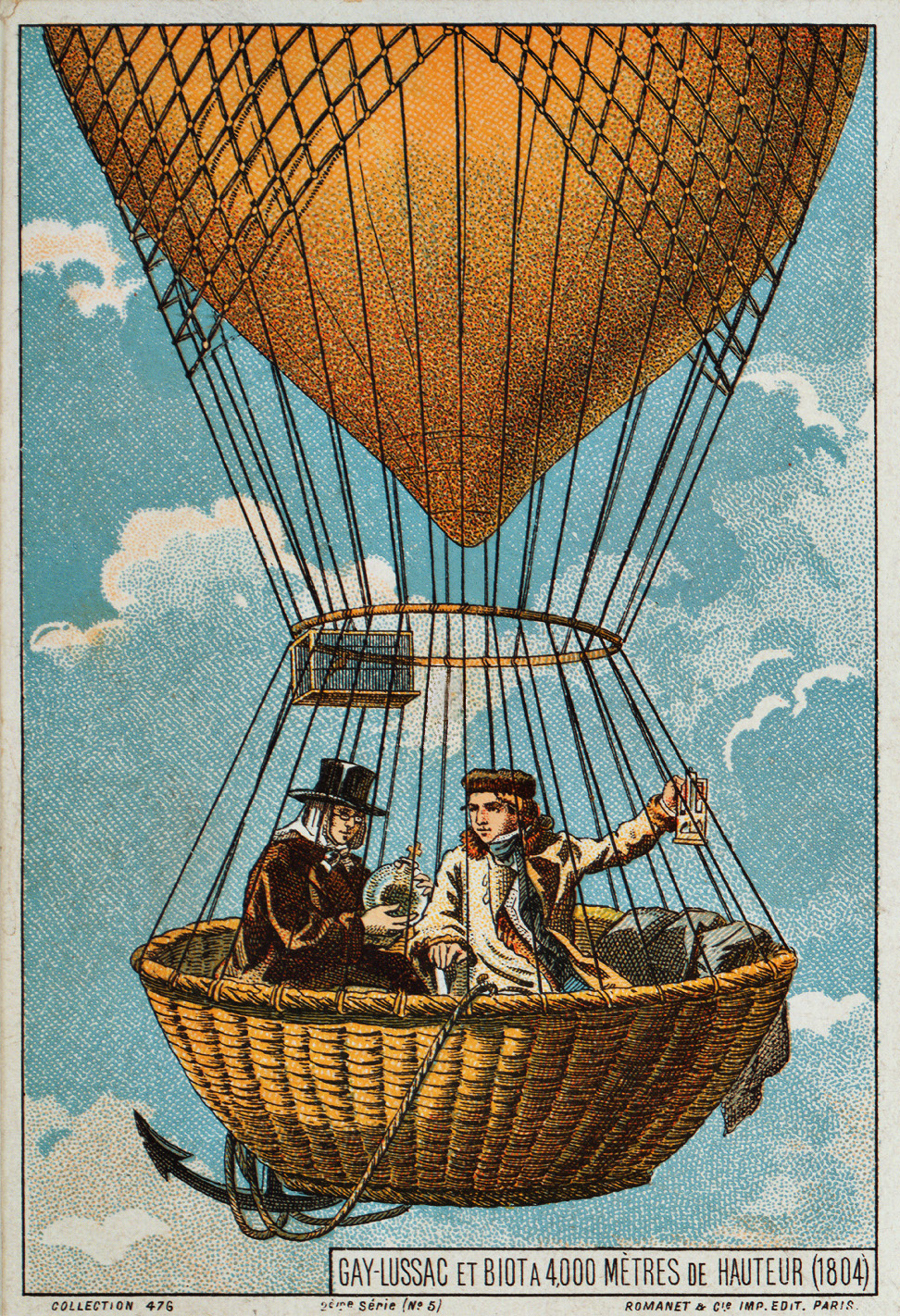
熱気球に乗るビオとゲイ＝リュサック

ジャン＝バティスト・ビオ（Jean-Baptiste Biot、1774年4月21日 - 1862年2月3日）は、フランスの物理学者、天文学者、数学者。1800年代の初めに電流と磁場の関係を研究し、ビオ・サバールの法則に名前が残っている。隕石の研究、熱気球による飛行、偏光の研究等でも知られている。

## 経歴
パリ生まれ。パリの名門高校であるリセ・ルイ＝ル＝グランを卒業後、1794年にフランス国立土木学校に入学。一時期は大砲を研究していた。その後オワーズ県ボーヴェの工芸学校（1797年）やエコール・ポリテクニーク（理工科学校）などの教員を務めた後、1801年に29歳でコレージュ・ド・フランスの教授に就任した。さらに1803年には科学アカデミーの会員に選出された。同年、1人息子が誕生。
1804年、ジョセフ・ルイ・ゲイ＝リュサックと熱気球にのって5000mまで上昇し大気圧の研究を行った。
1806年にピエール＝シモン・ラプラスの指導によりフランソワ・アラゴとともに子午線弧長の測量（これに基づいてメートルの正確な長さを規定する目的があり、ジャン＝バティスト・ジョゼフ・ドランブルによって始められたが、ピエール・メシャンの死で中断していた）を完成する任務を与えられ、アラゴと共にパリを発ちスペインで作業を開始した（ビオは途中で帰りアラゴだけが作業を続けた）。
この他に雲母の研究も行い、黒雲母(biotite)に命名された。月のクレーターにも命名されている。
ビオはレジオンドヌール勲章の一員でもあり、1814年にシュヴァリエ、1849年にはコマンドゥールに選ばれた。1816年にはスウェーデン王立科学アカデミーの外国人会員に選ばれた。1815年に王立協会の外国人会員に選ばれ、1840年には同会からランフォード・メダルを授与された。
1862年、パリで死去。

## 主な業績

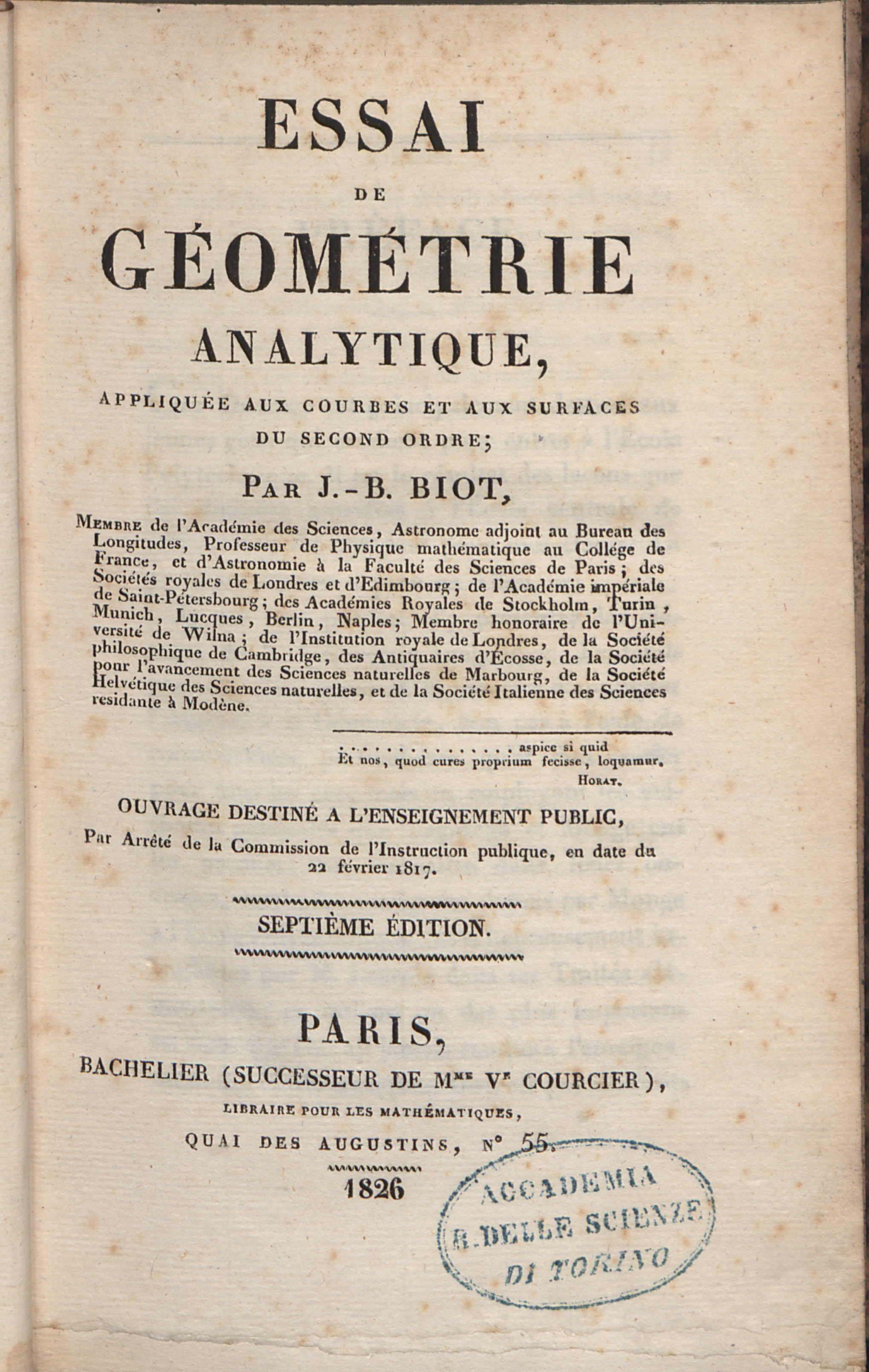
Essai de géométrie analytique, 1826

ビオは科学の発展に様々な面で貢献しており、トーマス・クーンが言うような「パラダイムシフト」を物理学にもたらした。その影響は光学、電磁気学、天文学等に及んでいる。電磁気学におけるビオ・サバールの法則は、1820年のビオとフェリックス・サヴァールの研究に因んで名付けられた。彼らの実験は電気と磁気の関係を示すもので、長い導線を垂直に垂らし、そこから水平に離れた位置に方位磁針を置くと、導線に電流を流したときに方位磁針が振れることを確認したものである。
1803年、ビオは科学アカデミーの要請でフランスのレーグルに落ちたレーグル隕石の調査に赴き、約3000個の隕石の破片を回収した。彼は、それらの石が宇宙起源のものだと結論付けた。その報告書の中でビオはエルンスト・クラドニが1794年に発表した隕石宇宙起源説を支持するとしていた。ビオのレーグル隕石の調査以前、地球上の岩の中に宇宙起源のものがあると信じていた人は殆どいなかった。空で火の玉が飛んでいるのが目撃され、その後地上に変わった石が見つかったという話は時折伝えられていたが、単なるファンタジーとして退けられていた。1794年、ドイツの物理学者エルンスト・クラドニがそうした岩が宇宙起源であるという説を本の形で発表した。ビオがレーグルで岩を調査分析したことで、初めて空の火の玉が大気で燃え尽きずに落ちてきた流れ星だということが一般に受け入れられるようになった。その後、隕石を分析することは太陽系の化学組成を正確に知る手段として研究されるようになった。隕石の組成やそれが太陽系内で元々どういう軌道で飛んでいたのかという事から、天文学者らは太陽系の成り立ちを推測する手がかりを得た。
1812年、ビオは光学に興味を持つようになり、特に偏光を研究するようになった。1815年には偏光の研究で光学の発展に貢献している。実験では有機物溶液に偏光を通すと右または左に旋光することを確認し、どちらに旋光するかは有機物の分子の形状に依存すると結論付けた。ビオは光学異性体の可能性を唱え、後にルイ・パスツールが酒石酸塩の光学分割に成功したことにより証明された。その際には、ビオはパスツールを呼んで実際に実験させたという。
19世紀より以前、光は corpuscle と呼ばれる離散的な微粒子束から成ると信じられていたが、19世紀初め、多くの科学者が粒子説 (en) よりも波動説を信じるようになってきた。ビオが始めた偏光についての研究は、光が微粒子から出来ているのでなければ得られないはずの結果をもたらした。ビオの研究によって光学は大いに発展したが、後に光の波動論によってもその現象が説明できることが示された。ビオの偏光の研究が元となって偏光板が生まれ、液晶ディスプレイなどに応用されるようになった。

## 関連文献
- Crosland, M.P. (1970–80). "Biot, Jean-Baptiste". Dictionary of Scientific Biography. 2. New York: Charles Scribner's Sons. pp. 133–140. ISBN 0684101149.
- Gounelle, Matthieu (2006). “The meteorite fall at L 'Aigle and the Biot report: exploring the cradle of meteoritics”. In Gerald Joseph Home McCall, A. J. Bowden, Richard John Howarth. The History of Meteoritics and Key Meteorite Collections. Geological Society of London. pp. 73 – 89. ISBN 9781862391949
- Levitt, Theresa (Sep 2003). “Biot's paper and Arago's plates. Photographic practice and the transparency of representation”. Isis 94 (3):  456 – 476. PMID 14626764.